# 吉川ナス
吉川ナス（よしかわナス）は、ナスの一品種。日本の地理的表示保護制度（GI）登録産品の一つである。

## 特徴
果実は黒紫色をしており、光沢が良い。茎は太く、ヘタはやや小さい。茎葉や果実のヘタにはトゲがあるが、少なく弱い。着果数は、一本の木に約40個と少ない。
形状は様々で、球形のものから巾着形の物もある。重さは、約300gぐらいで、直径は約10cmになる。果皮は薄く、果肉は固めで締りがあり、緻密なので一般的なナスに比べ油を吸いにくい。
煮た時に煮崩れしにくく、田楽や煮物などに良いとされる。
また、草勢や耐病性が強く、トンネル早熟栽培および露地栽培に適している。
旬は7月から10月である。

## 歴史
吉川ナスは、福井県鯖江市吉川村（現在の福井県鯖江市吉川地区）で古くから栽培されてきた丸ナスである。
本格的に栽培され始めたのは、昭和17年〜18年頃。今の鯖江市下川去町や石田町、田村町で多く栽培されていた。栽培方法は現在とは異なり、昭和32年頃までは化学肥料は高値なため、一般的には使われていなかった。吉川村は川の氾濫により肥沃な土砂が堆積していたのもあり、有機栽培のような方法で栽培されていた。生産全盛期には、リヤカー一杯の吉川ナスが関西方面に出荷されるほどの人気があった。
しかし、高度な栽培技術や収穫量の少なさなどが原因で、農業の衰退に伴い、栽培農家や出荷数量が減少していった。平成20年頃には吉川ナスの栽培農家は市内に一軒のみとなり、継承が危ぶまれた。
現在では市内農家の有志によって立ち上げられた伝統野菜等栽培研究会により、栽培者の育成とブランド化が進められている。さらに、栽培講習会が定期的に開催され、栽培技術の向上・生産量の増加が努められている。結果、現在では約4万個を収穫できるところまで復興している。

## 栽培
トルバムを台木として育て、そこに吉川ナスを接木するのが一般的な栽培法である。
定植期間は4月下旬。発育が始まり、各葉のつけ根から腋芽を出したら、樹勢の維持のため、最初の蕾（元なり）の下二本の枝だけを残し、その下の枝は早めに掻き取る。そうして主枝を含めた三本仕立てにする。収穫時期が遅れると、色沢を損じ、皮も固くなるため、早めの収穫が良い。
収穫時期は6月から11月である。

## 名称の来歴
丸ナスの中に「巾着」と「芹川」という種類があり、その分系に「吉川（きっかわ）」という品種がある。名称はこの品種によるものか、もしくは大正時代から鯖江市の旧吉川村で在来品種として作られていたことから、この地名から付けられたのかは定かではない。